# Cybister crassiusculus
Cybister crassiusculus är en skalbaggsart som beskrevs av Régimbart 1895. Cybister crassiusculus ingår i släktet Cybister och familjen dykare. Inga underarter finns listade i Catalogue of Life.